# 弗雷德里克·霍坎松
约翰·弗雷德里克·霍坎松（瑞典語：Johan Fredrik Håkansson，1975年8月2日—），瑞典男子乒乓球运动员。他曾获得2000年世界乒乓球锦标赛男子团体金牌。